# Reykjanes

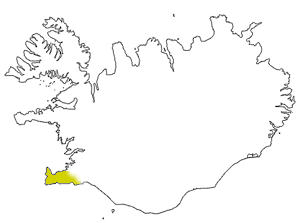
Localização da península de Reykjanes na Islândia

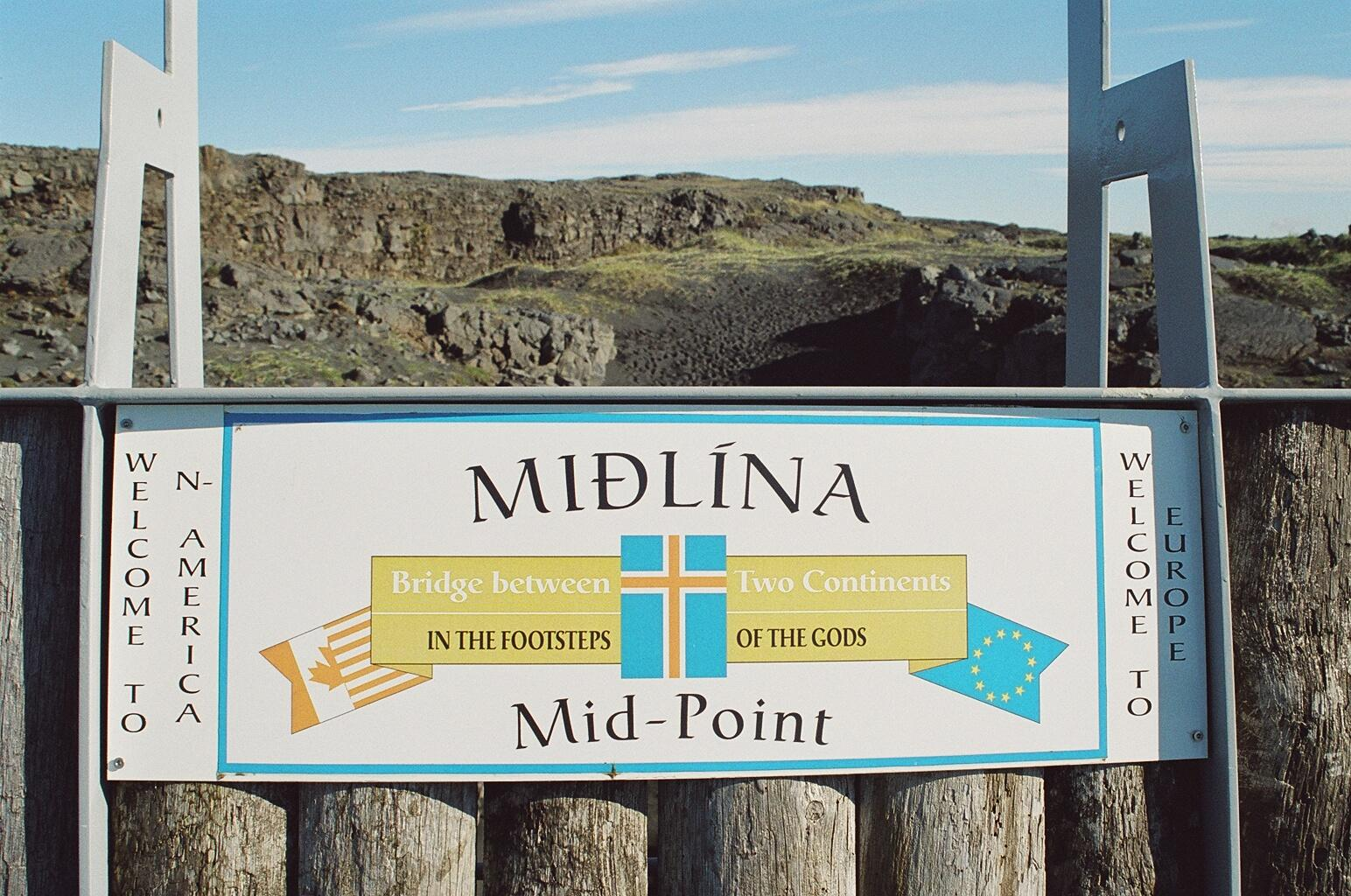
Ponte de Leif, o sortudo, unindo simbolicamente dois continentes

Reykjanes ( PRONÚNCIA) ou Reykjanesskagi é uma península (e também um sistema vulcânico) situada na ponta sudoeste da Islândia, perto da capital Reiquiavique. Tem um comprimento de 50 km e uma largura da ordem dos 25 km.

A península destaca-se pela actividade vulcânica sob a sua superfície e por extensos campos de lava, que permitem pouca vegetação. Conta com uns 30 vulcões e umas 700 crateras.  Possui numerosas fontes de águas termais e de enxofre, na metade a sul, à volta do lago Kleifarvatn e da zona geotérmica de Krýsuvík. 
Existe também uma central de energia geotérmica em Svartsengi. Junto à central, existe uma piscina, que utiliza a água quente e mineralizada que desce da própria central. É conhecida como a "lagoa azul" (Bláa Lónið). 
A ponte de Leif, o sortudo, estende-se pelo vale de Alfagja (com 20 metros de largura e 7 metros de profundidade), perto de Grindavík, marcando a fronteira entre as placas tectónicas euro-asiática e norte-americana. Foi construída em 2002, tendo tido o seu nome atribuído em honra do explorador islandês Leif Eriksson, que viajou da Europa para a América 500 anos antes de Cristóvão Colombo.
Algumas cidades pesqueiras, tais como Grindavík e Njarðvík, situam-se nesta península, assim como Keflavík, onde se encontram localizados o aeroporto internacional de Keflavík e uma antiga base militar norte-americana.

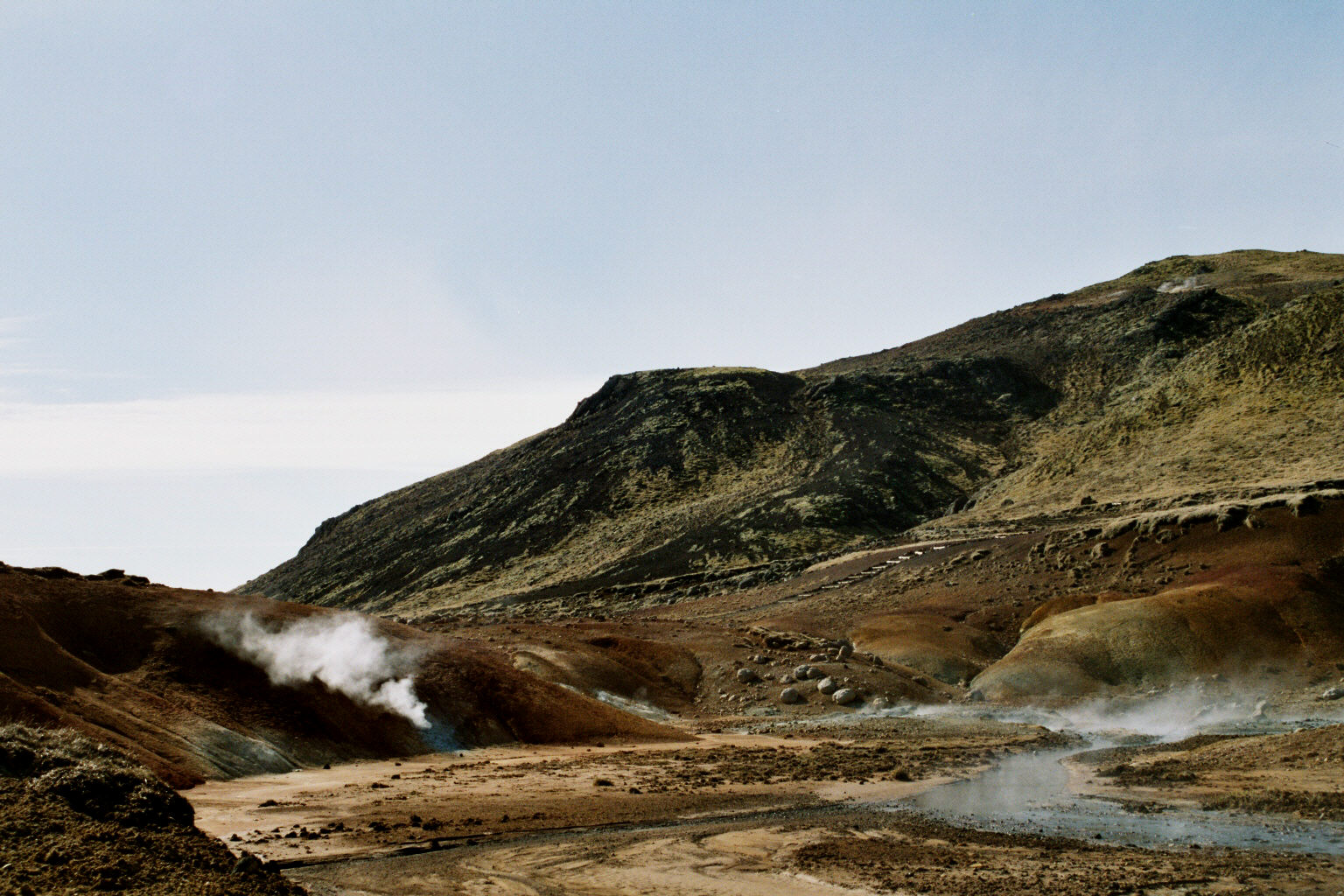
Krisuvik
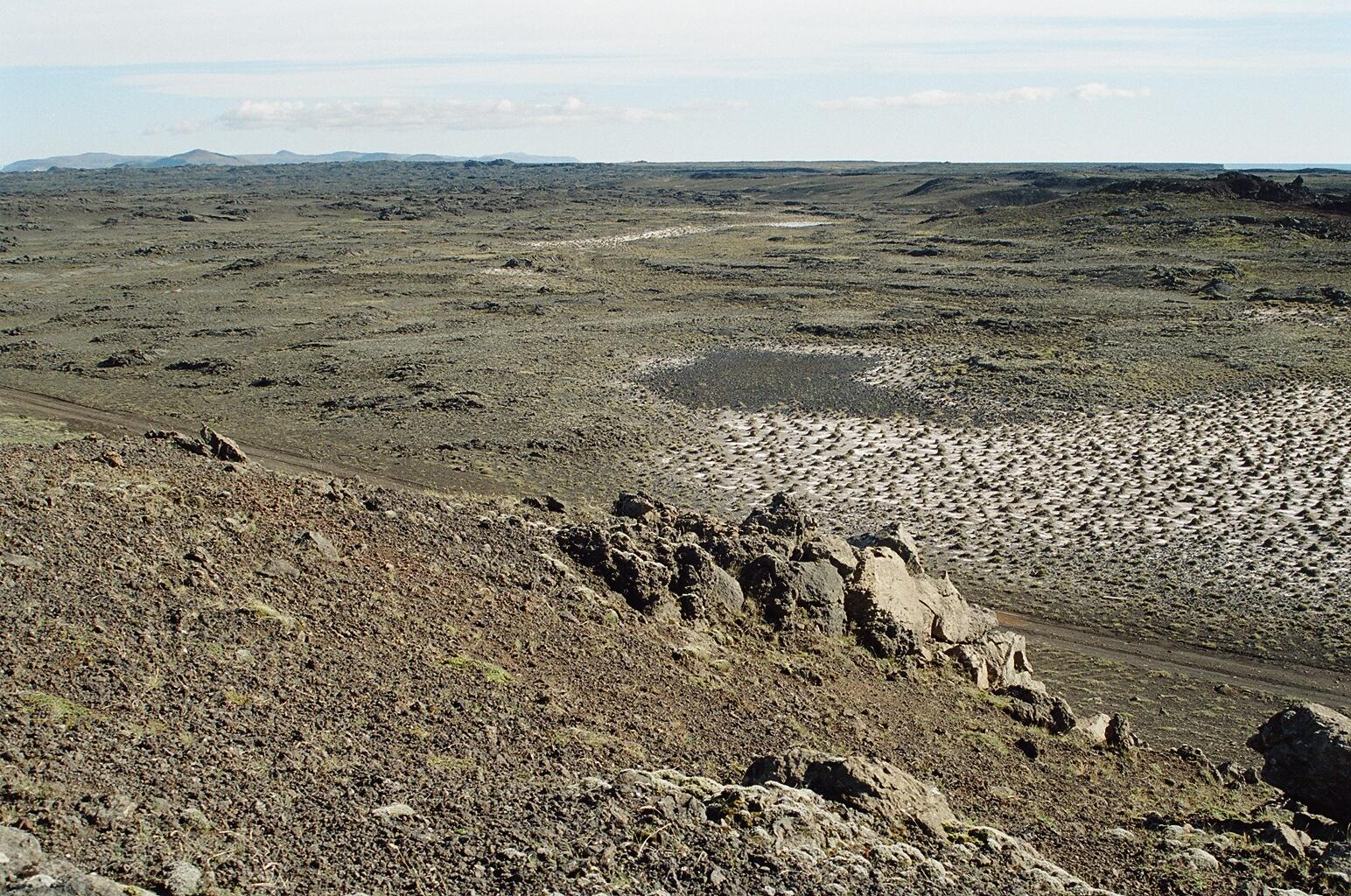
Lago salgado
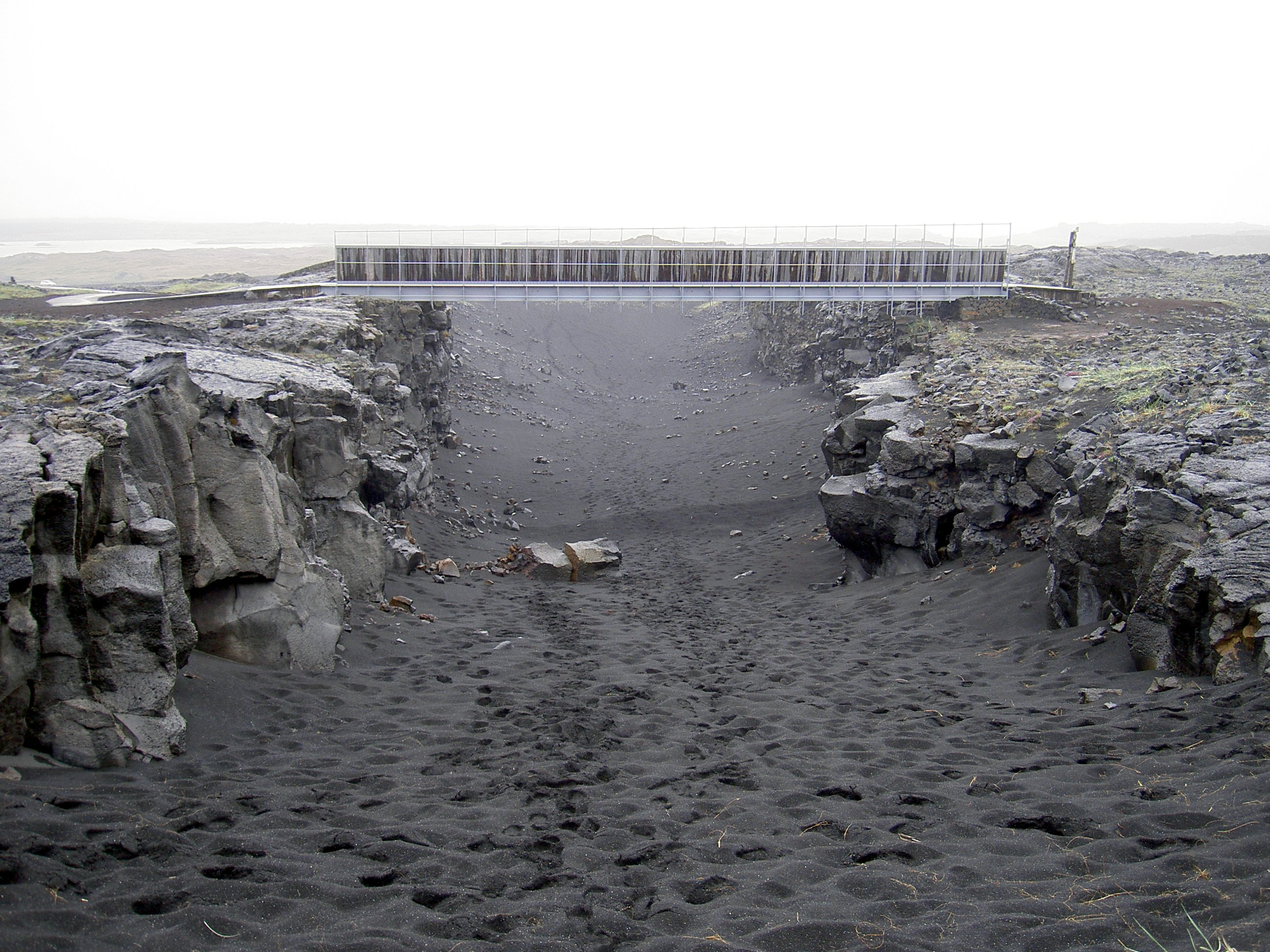
A ponte de Leif, o sortudo, atravessando o vale de Álfagjá
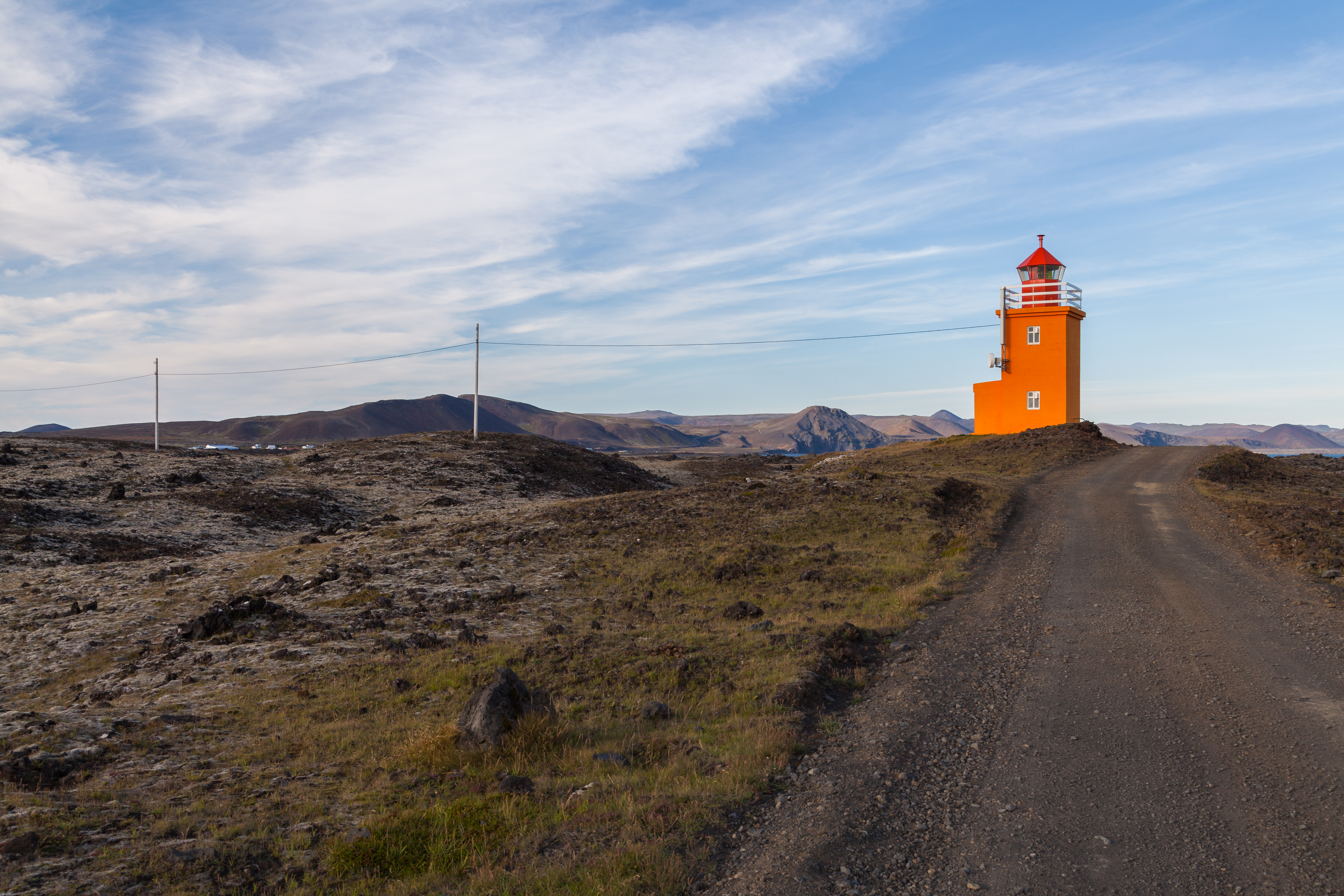
Farol Hopsnes